# Ruta comercial del Volga

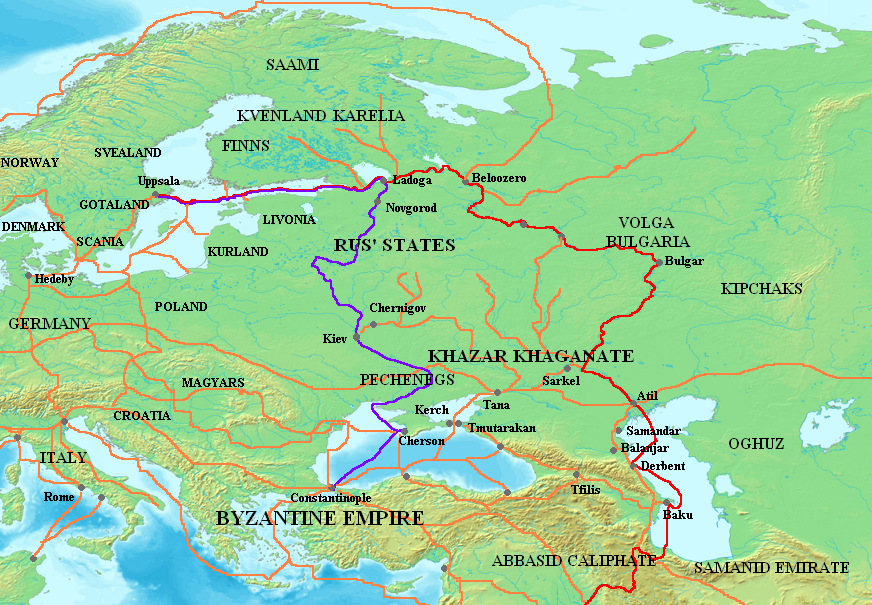
Principales rutas comerciales de los varegos: la ruta comercial del Volga (en rojo) y la ruta riega (en violeta). En naranja, otras rutas comerciales de los siglos VIII–XI.

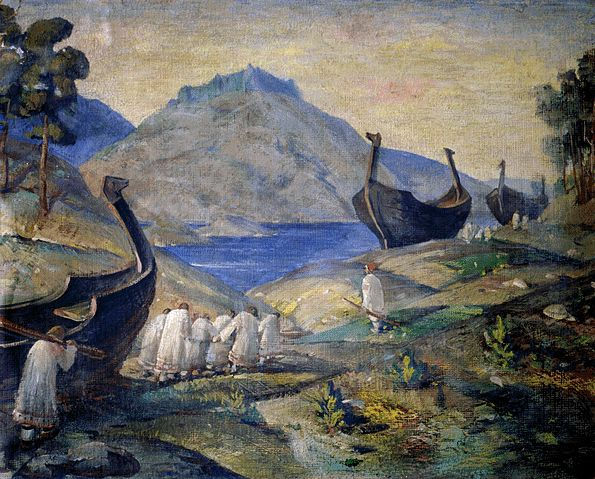
Arrastre (Volokut vólokom), de Nicholas Roerich (1915), que recrea el arrastre de un barco de un río a otro por tierra.

En la Edad Media, la ruta comercial del Volga conectaba Europa del Norte y el noroeste de Rusia con el mar Caspio. Los rus usaban esta ruta para comerciar con los países musulmanes en las costas del sur del mar Caspio, a veces llegando aún más lejos, como a Bagdad. La ruta funcionaba simultáneamente con la ruta comercial del río Dniéper, más conocida como la ruta comercial de los varegos a los griegos, y perdió su importancia hacia el siglo XI.

## Establecimiento
La ruta comercial del Volga fue establecida por los eslovenos ilmenos (del lago Ilmen, Novgorod Slavs) que se asentaron en el noroeste de la actual Rusia en el siglo IX. Primero se establecieron en un asentamiento llamado Stáraya Ládoga, unos 10 km al sur de donde el río Vóljov desagua en el lago Ládoga. Las pruebas arqueológicas sugieren actividades comerciales de los rus a lo largo de la ruta comercial del Volga, como muy pronto en el siglo VIII. Los más tempranos y grandes hallazgos de monedas árabes en Europa se hicieron en lo que ahora es Rusia, a lo largo del Volga, en el distrito de Yaroslavl.
Una reserva de monedas encontrada en Peterhof, cerca de San Petersburgo, contiene veinte monedas con grabados en árabe, turco (posiblemente jázaro) y griego y runas en nórdico antiguo, estas últimas representan más de la mitad del total. Habiendo examinado la mayor parte de las monedas árabes en Europa Oriental, Valentín Yanin concluye que el sistema monetario más temprano que tuvo Rusia estuvo basado en los sistemas tempranos monetarios de África en aquella época.

## Funcionamiento
Desde Aldeigjuborg, los rus podían viajar por el río Vóljov aguas arriba hasta Nóvgorod, y desde ahí, al lago Ilmen y, más lejos, remontando el río Lovat. Llevando sus barcos a través de un portaje, alcanzaban las fuentes del río Volga. Los comerciantes llevaban piel, miel y esclavos a través de los territorios de las tribus finesas y permias, llegando a la Bulgaria del Volga. Desde allí, continuaban el camino del Volga hasta el territorio de los jázaros, cuya capital Atil era un concurrido puerto en la costa del mar Caspio. Es decir, la ruta unía el Jaganato de Rus, la Bulgaria del Volga con el Janato Jázaro.  Desde Atil, las mercancías rus viajaban a través del mar y luego en caravanas hasta la ciudad de Bagdad.